# Mariager
För andra betydelser, se Mariager (olika betydelser).
Mariager är en tätort och stad i Mariagerfjords kommun i Region Nordjylland i norra Danmark. Tätorten har 2 682 invånare (2024). Den ligger på Jylland, cirka 11 kilometer öster om Hobro. Mariager är en köpstad, belägen vid Mariagerfjordens södra strand. Mariager var centralort i Mariagers kommun fram till kommunreformen 2007.
Mariager, som först 1592 fick stadsprivilegier, kan härleda sin uppkomst från ett birgittinkloster, som grundlades omkring 1420 och blev bland de rikaste i Danmark. År 1536 indrogs det till kronan, men först 1588, då alla munkarna och nunnorna var döda, upphävdes det som kloster.
År 1664 såldes jordagodset och är sedan dess en herrgård med namnet Mariager-kloster. 1721–1724 raserades största delen av klostrets byggnader; klosterkyrkan blev dock bevarad och är nu Mariagers församlings kyrka; en enstaka flygel av munkklostret ombildades 1891 till bostad för Mariagers "herredsfoged".

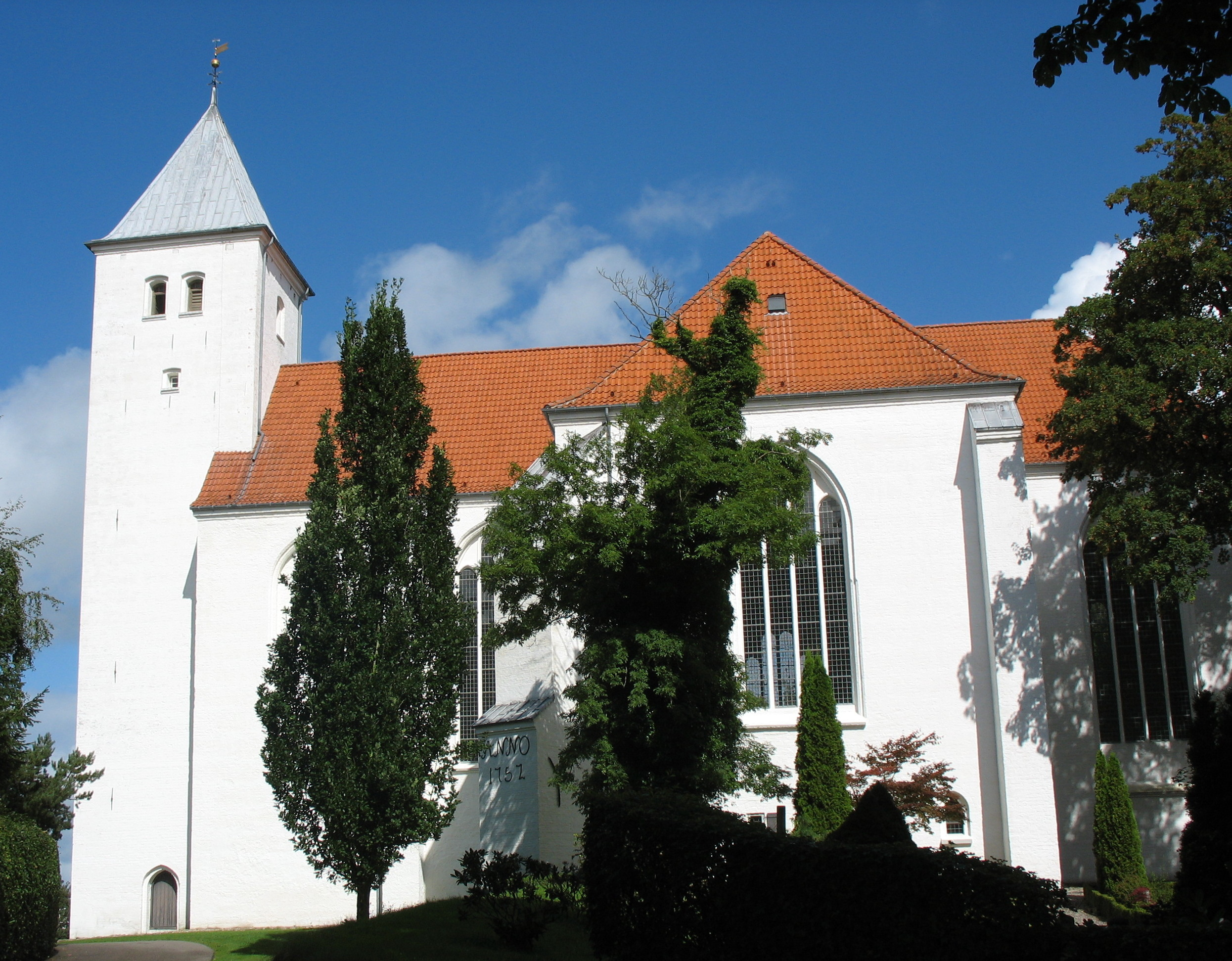
Mariagers kyrka.